# Yuhu
Der Stadtbezirk Yuhu (chinesisch 雨湖区, Pinyin Yǔhú Qū) ist ein Stadtbezirk, der zum Verwaltungsgebiet der bezirksfreien Stadt Xiangtan in der chinesischen Provinz Hunan gehört. Der Stadtbezirk hat eine Fläche von 73,71 km² und zählt 604.600 Einwohner (Stand: Ende 2018).

## Administrative Gliederung
Auf Gemeindeebene setzt sich der Stadtbezirk aus acht Straßenvierteln, zwei Großgemeinden und vier Gemeinden zusammen. 